# تن‌شویان (رنوار)
گرمابه (به فرانسوی: Les Baigneuses) یکی از نقاشی‌های رنگ روغن است که میان سال‌های ۱۹۱۸ و ۱۹۱۹ توسط پیر اگوست رنوآر، نقاش فرانسوی، خلق شده و اینک در موزه اورسی نگهداری می‌شود.